# Иган (Луизијана)
Иган (енгл. Egan) насељено је место без административног статуса у америчкој савезној држави Луизијана.

## Демографија
По попису из 2010. године број становника је 631.
| Група             | 2000.    | 2010.       |
| Белци             | 0 (0,0%) | 603 (95,6%) |
| Афроамериканци    | 0 (0,0%) | 14 (2,2%)   |
| Азијати           | 0 (0,0%) | 0 (0,0%)    |
| Хиспаноамериканци | 0 (0,0%) | 9 (1,4%)    |
| Укупно            | 0        | 631         |